# Донгелек
Донгелек (каз. Дөңгелек) — упразднённое село в Акжаикском районе Западно-Казахстанской области Казахстана. Исключено из учётных данных в 2021 г. Входило в состав Жамбылского сельского округа. Код КАТО — 273255500.

## Население
В 1999 году население села составляло 49 человек (26 мужчин и 23 женщины). По данным переписи 2009 года, в селе проживало 36 человек (19 мужчин и 17 женщин).